# フクロムササビ
フクロムササビ（Petauroides volans）は双前歯目リングテイル科フクロムササビ属の有袋類。滑空する最大の有袋類。単型であるが、最近では3種に分ける説もある。

## 分布
オーストラリア大陸東部に分布する。ユーカリの優占森にくらす。

## 形態
体長は35-48cm、尾長は45-60cm。皮膜を持ち、ムササビのように100ｍ以上の距離を滑空することができる。爪は鋭く、着地の木をしっかり掴む。目は顔の正面につき立体視でき、大きな耳で音を測り、暗闇でも距離を正確に測ることができる。

## 生態
つがいでくらす。食性は植物食性。産子数は1。妊娠期間は不明だが、産まれた子は母親の袋の中で5ヶ月間過ごし、その後巣か母親の背中で2ヶ月間以上過ごす。子供のうち、オスは生後10ヶ月以内に父親によって巣から追い出されるが、メスはさらに1年母親と過ごす。